# Kongsvinger IL Toppfotball
Kongsvinger IL Toppfotball eller KIL er Kongsvinger IL s professionelle fodboldhold til mænd. Klubbens hjemmebane er Gjemselund Stadium, som har en kapacitet på 6700. KIL er en traditionel klub med flere år bag sig på toppen af norsk fodbold. Klubben har vundet et sølv og to bronzemedaljer i Eliteserien , ud over en kop sølv. Klubben har nået semifinalen i Norsk mesterskab fem gange, og klubbens første Cupfinalen i historien kom i 2016. Klubben spillede i UEFA Cup 1993/94 hvor de fortsatte fra 1. runde efter 7-2 samlet mod Östers IF. Hjemmekampen i 2. runde blev spillet på Ullevaal Stadion mod Juventus og sluttede 1-1. Kongsvinger løb tør, da Juventus vandt deres hjemmekamp 2-0.
Kongsvinger havde to topscorere i eliteserien under klubbens storhedstid i 1980'erne og 90'erne. På grund af holdets små ressourcer har klubben ofte plejet sine egne spillere og hentet spillere fra naboklubber. Derudover har klubben altid været dygtig og afhængig af frivillig.

## Tidligere navn
- 1902–1905: Kongsvinger Turnforening
- 1906–1918: Kongsvinger Turn-og Idrættsforening
- 1918–1924: Kongsvinger Idrættsforening
- 1924–1934: Kongsvinger Idrættsforening og Kongsvinger og Omegn Skiløberforening
- 1934–1940: Kongsvinger Idrettsforening
- 1940–1992: Kongsvinger Idrettslag
- 1992–d.d: Kongsvinger IL Toppfotball

## Links/Henvisninger
- Hjemeside
- Supporterklubbens hjemeside